# Maksymilian Bruno Sierakowski
Maksymilian Bruno Sierakowski herbu Ogończyk (zm. 28 listopada 1790 roku) – kasztelan płocki w 1781 roku, podkomorzy płocki w 1775 roku, podsędek ziemski płocki w 1774 roku, wojski większy płocki w 1774 roku, wojski mniejszy płocki w 1765 roku, marszałek Trybunału Głównego Koronnego w 1783 roku, wybierany sędzią sejmowym w latach 1782–1788, hrabia austriacki w 1775 roku, hrabia pruski w 1776 roku.

## Życiorys
W czasie bezkrólewia w 1764 roku wybrany sędzią kapturowym z powiatu płockiego. Podpisał elekcję Stanisława Augusta. 
Poseł województwa płockiego na sejm 1776 roku. Podpisał akt konfederacji i został obrany na konsyliarza Rady Konfederacji. Poseł na sejm 1778 roku z województwa płockiego. Poseł województwa płockiego na sejm 1780 roku.
Był członkiem konfederacji Sejmu Czteroletniego w 1788 roku.
Był właścicielem wsi Łęg (od roku 1773) i Majków w pobliżu Płocka. Przed 1784 rokiem zbudował piętrowy pałac w Warszawie przy ul. Konwiktorskiej 2181. 
Z małżeństwa z Marianną Czachowską miał córki: Józefę, żonę Kajetana Mlickiego, i Antoninę, oraz syna Antoniego, ożenionego  z Wiktorią z Bnińskich, wdową po Janie Aleksandrze Kraszewskim.
W 1784 roku został odznaczony Orderem Orła Białego, w 1777 roku został kawalerem Orderu Świętego Stanisława.